# Medetera sylvestris
Medetera sylvestris är en tvåvingeart som först beskrevs av Becker 1908.  Medetera sylvestris ingår i släktet Medetera och familjen styltflugor.
Artens utbredningsområde är Kanarieöarna. Inga underarter finns listade i Catalogue of Life.